# Mayaula Mayoni
Mayaula Mayoni (né Freddy Mayaula Mayoni le 6 novembre 1946 à Léopoldville, aujourd'hui Kinshasa, et mort le 26 mai 2010 à Bruxelles en Belgique), est un sportif de haut niveau et un artiste congolais qui a d'abord mené une carrière de footballer, puis une seconde carrière d'auteur-compositeur-interprète principalement orientée vers le genre Soukous. Il a également été un joueur de l'Association sportive Vita Club de Kinshasa.